# Milaneo

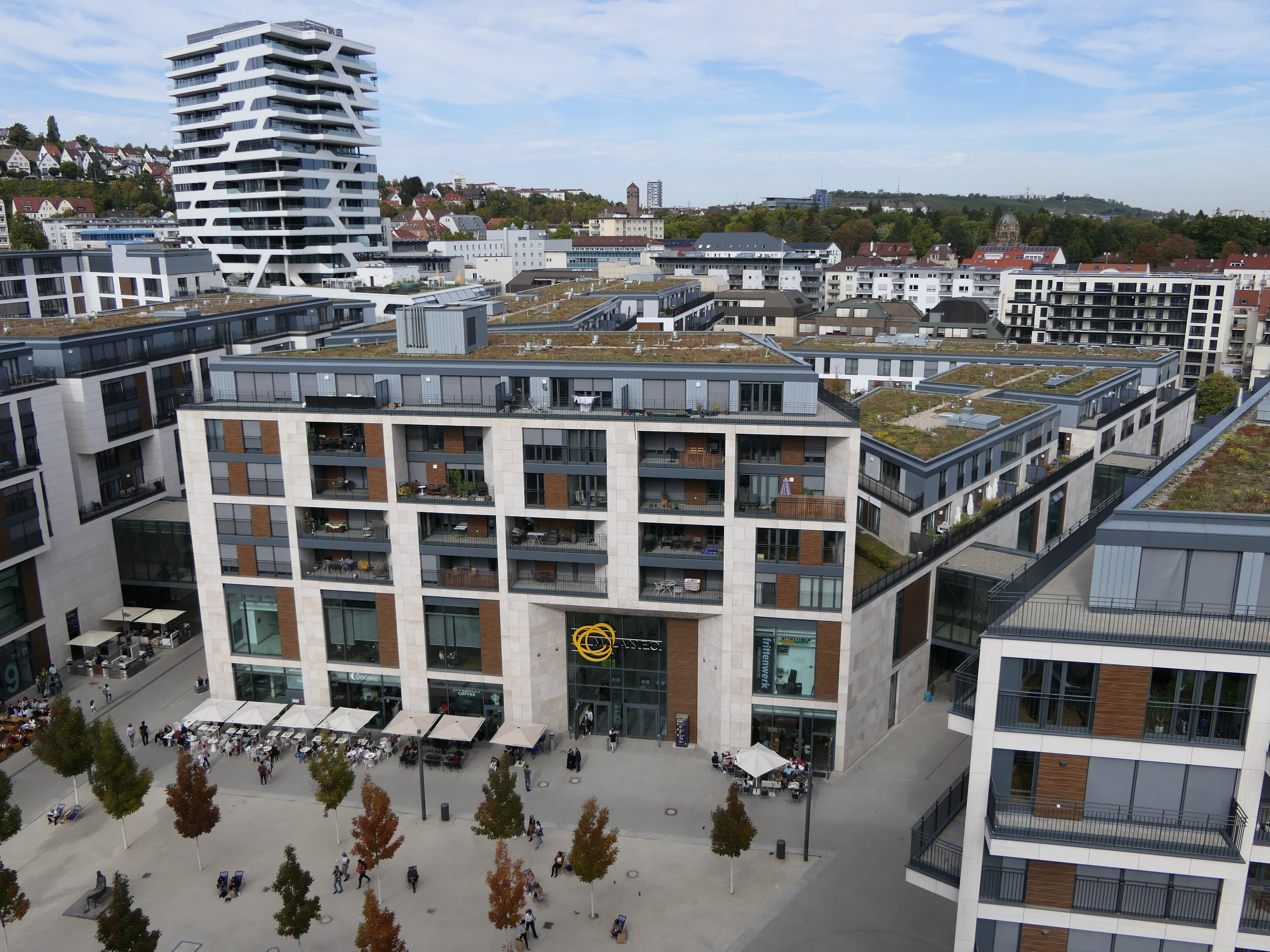
Mittlerer Gebäudeteil

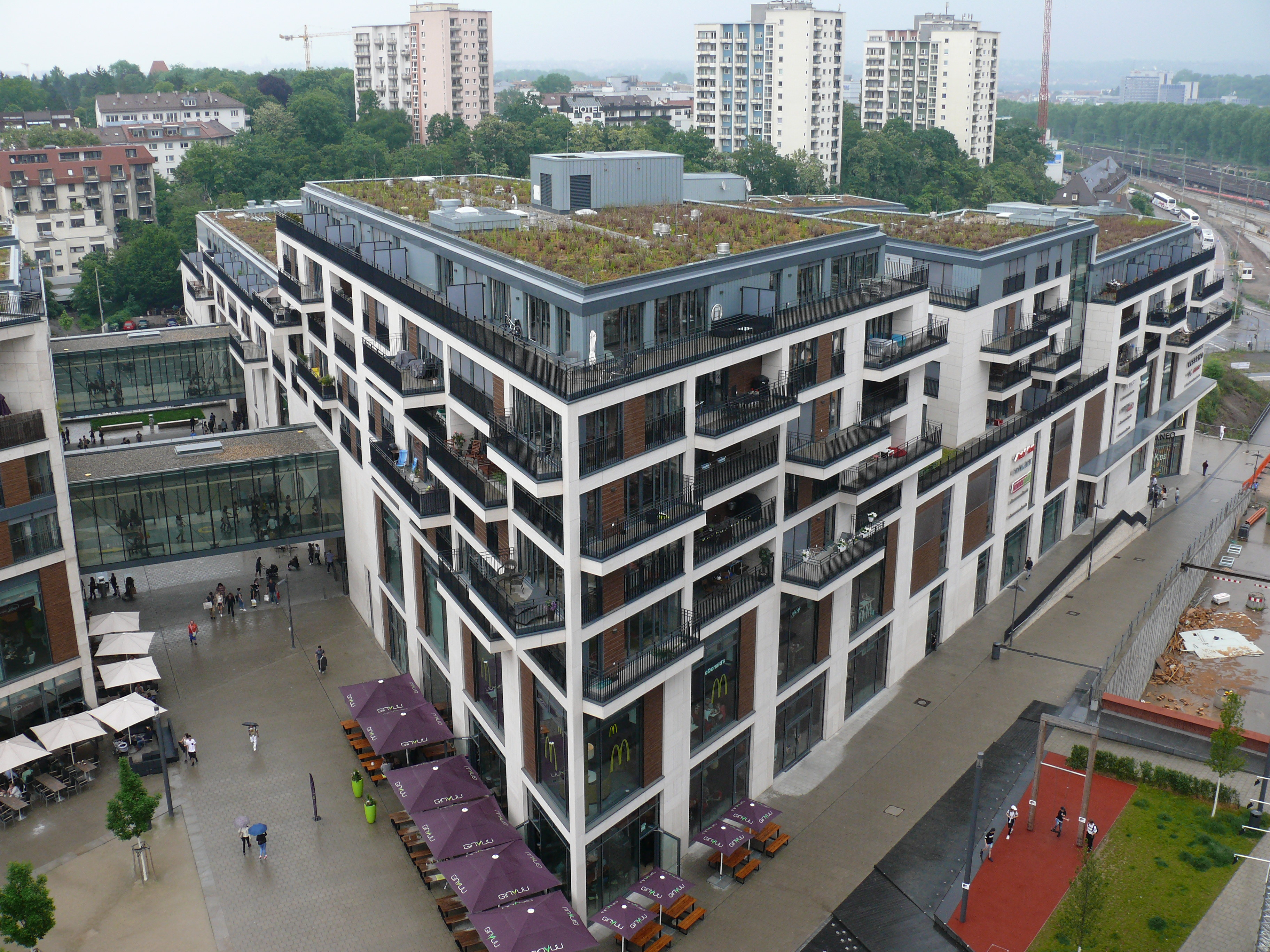
Südlicher Gebäudeteil

Das Milaneo ist ein dreiteiliger Gebäudekomplex im Stuttgarter Europaviertel auf dem Gelände des ehemaligen Güterbahnhofs. Hauptbestandteil ist ein Einkaufszentrum auf rund 43.000 Quadratmeter Verkaufsfläche, das am 9. Oktober 2014 eröffnete, außerdem gibt es Mietwohnungen, Büros und ein Hotel.
Es gilt als das größte Einkaufszentrum im Südwesten Deutschlands.

## Lage
Das Milaneo liegt rund 800 Meter nördlich des Hauptbahnhofs, zwischen der Heilbronner Straße, der Wolframstraße und der Stadtbibliothek am Mailänder Platz.

## Beschreibung
Mit 43.000 m² Fläche für Geschäfte und Gaststätten ist das Milaneo das größte Einkaufszentrum der Region. Das Gebäude enthält mehr als 200 Läden und Gastronomiebetriebe, außerdem sollten  417 Mietwohnungen, ein Hotel und Büros entstehen. Die Miete für Ladenflächen sollte Stand 2012 bei 39,50 Euro pro Quadratmeter und Monat, für große Geschäfte mit mehr als 1.000 m² Fläche bei 17,90 Euro je Quadratmeter liegen. Die Mieteinnahmen aus dem Einkaufszentrum sollten jährlich 22,83 Millionen Euro betragen.
Das Aloft-Hotel im Milaneo umfasst 165 Zimmer.

## Projektträger
Die Projektträger ECE Projektmanagement, Strabag und Bayerische Hausbau (die das Dach bebaute) investierten zusammen rund 550 Millionen Euro in das Projekt. Über den geschlossenen Immobilienfonds Hamburg Trust konnten sich Anleger mit einer Mindesteinlage von 10.000 Euro an dem Komplex beteiligen. Der Hamburg Trust war mit 78 Prozent an dem Einkaufszentrum beteiligt. 22 Prozent hielt die Familie Otto, der ECE gehört.

## Geschichte
1998 beschloss die Stadt den Bebauungsplan für das damals brach liegende Gelände des in den 1980ern aufgegebenen Güterbahnhofs. Dem zugrunde lag der Rahmenplan Stuttgart 21. Nach kontroverser öffentlicher Diskussion reichten die drei Projektträgergesellschaften am 2. Juli 2010 die Bauvoranfrage ein.
Die Stadt Stuttgart setzte eine Verkaufsfläche von maximal 20.000 Quadratmetern durch. Dafür wurde eine Mischnutzung mit 415 Wohnungen eingeführt. Die Zahl der Parkplätze wurde von 3000, wie noch Ende der 1990er Jahre geplant, auf 1600 abgesenkt. Die zwei bis fünf Zimmer umfassenden Wohnungen entstanden in insgesamt 17 der 19 zwei- bis siebenstöckigen Einzelbauten auf dem Dach des Einkaufszentrums.
Am 28. September 2012 wurde in einer offiziellen Feier der Grundstein gelegt. Der damalige Stuttgarter Oberbürgermeister Wolfgang Schuster warb mit einer Rede für das Projekt, nannte es „das spannendste und attraktivste Projekt nicht nur in Stuttgart, sondern in Deutschland und mit 550 Millionen Euro bundesweit die größte Einzelinvestition“. Im Herbst 2011 entschied sich eine Jury für den Namen Milaneo – nach Sichtung von Bürger-Vorschlägen, die über eine Website des Projekts oder per Postkarte eingereicht werden konnten. Die Eröffnung fand am 9. Oktober 2014 statt. Ausgeführt wurden die Arbeiten durch Züblin mit Sitz in Stuttgart.
Die durchschnittliche Kaltmiete wurde Mitte 2015 mit 14 Euro angegeben. Im August 2015 war der Großteil der Wohnungen laut Betreiberangaben vermietet.
Das Hotel und die Büroflächen wurden im Februar 2017 von der Real I.S. AG, einer Tochter der Bayerischen Landesbank erworben.
Ende Juli 2020 bestanden Mietrückstände von etwa 7,1 Millionen Euro. Im November 2020 standen etwa zehn Prozent der 200 Ladenflächen leer. Für 2019 sollen die Anleger auf eine Auszahlung verzichten.

## Verkehr
In einer Tiefgarage unter dem Gebäudekomplex befinden sich 1680 Pkw-Stellplätze. Die Zufahrt erfolgt über den eigens gebauten Tunnel Wagenladungsstraße. Ferner gibt es mehr als 1500 Fahrradstellplätze rund um das Gelände, ein Carsharing-Angebot und eine Ladestation für Elektrofahrzeuge.
Die Stadt Stuttgart erwartete, dass der Verkehr auf der Heilbronner Straße um 25 % und auf der Wolframstraße um 41 % zunehmen wird. Von 2013 bis 2014 wurde der Kreuzungsbereich Heilbronner Straße / Wolframstraße für 6,6 Millionen Euro ausgebaut, um den zusätzlichen Verkehr aufnehmen zu können.
Das Milaneo ist über die Stadtbahn-Haltestellen Budapester Platz und Stadtbibliothek (ehemals Türlenstraße) erreichbar.

## Rezeption
Auch nach Baubeginn und Fertigstellung wurde das Projekt in der öffentlichen Diskussion kontrovers bewertet. Während die ECE als Projektbetreiber damit warb, das attraktive Einkaufszentrum ziehe Käufer aus dem Umland an, befürchteten Einzelhändler in der Stuttgarter Innenstadt einen Verdrängungswettbewerb zu ihren Lasten. Auch die Stuttgarter Industrie- und Handelskammer sah das Projekt kritisch.
Durch das Milaneo und weitere Einkaufszentren wie das Gerber sollte sich bis 2016 die Stuttgarter Einkaufsfläche um 160.000 m² auf rund eine Million m² erhöhen. Dass die Kaufkraft der Bürger entsprechend anwächst, war nicht zu erwarten. Die Ökonomin Monika Walther untersuchte die Auswirkungen innerstädtischer Einkaufszentren und kam zu dem Ergebnis, dass gewachsene Geschäftslagen in Innenstädten erhebliche Verluste erlitten, wenn ihr Angebot fast vollständig im Center erhältlich war.
Auch in städtebaulicher Hinsicht ist das Projekt umstritten. Auf der Immobilienmesse Mipim in Cannes gewann das Projekt den Preis als Best Futura Mega Project. Der Journalist Erik Raidt hingegen kritisierte in einer Glosse das Konzept als gewöhnlich und provinziell und spottete über die Trostlosigkeit der Umgebung im entstehenden Europaviertel.
Die Kontroverse zog sich quer durch die Stadtverwaltung: Während der Pressesprecher der Stadt, Andreas Scharf, und die Referentin für Wirtschaftsförderung, Ines Aufrecht, die „wichtigste Auszeichnung der Immoblienbranche“ feierten, vertrat der Bewerber um die Nachfolge des bisherigen Oberbürgermeisters Schuster, Fritz Kuhn, bereits in seinem Wahlkampf die Auffassung, dass solche Projekte die Stadt zerstören und vor allem den Effekt hätten, mehr Verkehr in die Stadt zu ziehen.
In der Bürgerumfrage 2015 der Stadt Stuttgart gaben 41 Prozent der Befragten an, eine schlechte oder sehr schlechte Meinung von dem Einkaufszentrum zu haben. Die Kundschaft kommt überwiegend nicht aus Stuttgart, sondern aus der Region. Laut Angaben von Oktober 2015 kommen 32 % aus der Stadt, 30 % aus einem definierten Einzugsgebiet bis Pforzheim, Heilbronn, Göppingen, Reutlingen, Tübingen und 30 % (an Samstagen 40 %) darüber hinaus.
In einer bundesweiten Zufriedenheitsbefragung von Händlern in 269 Einkaufszentren erreichte das Milaneo den 210. Platz.

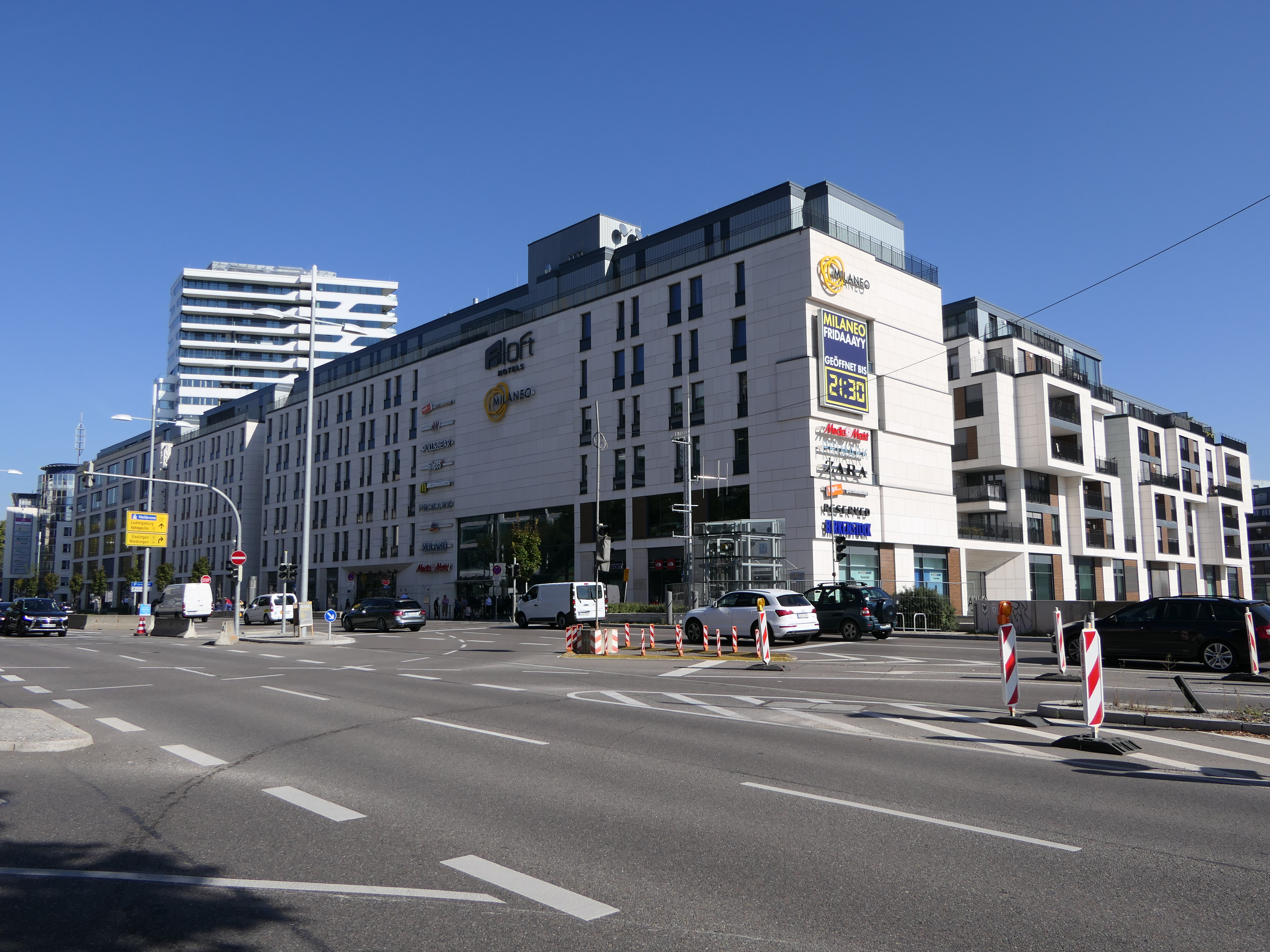
Nördlicher Gebäudeteil an der Heilbronner Straße (inkl. Hotel)
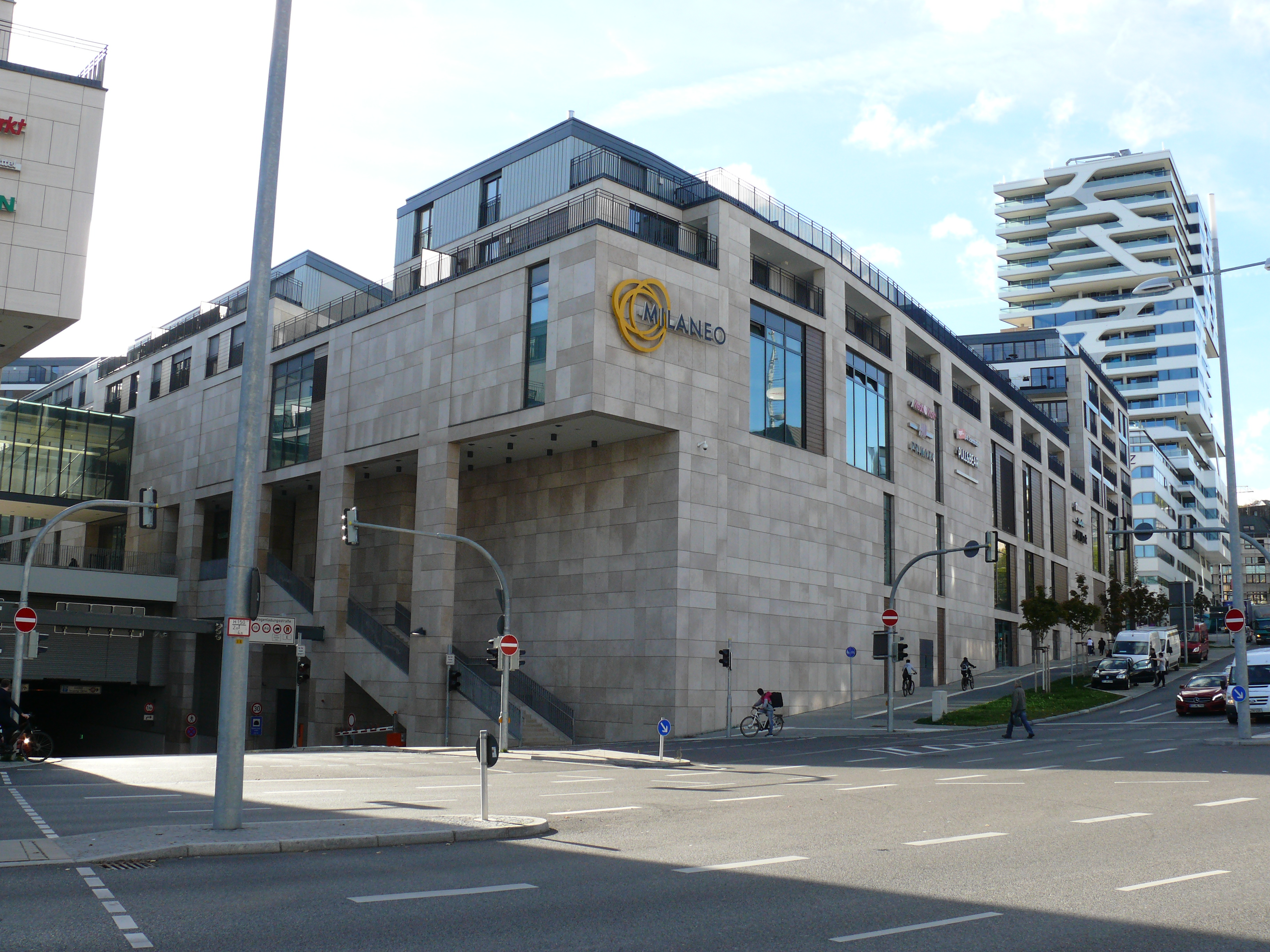
Mittlerer Gebäudeteil an der Wolframstraße
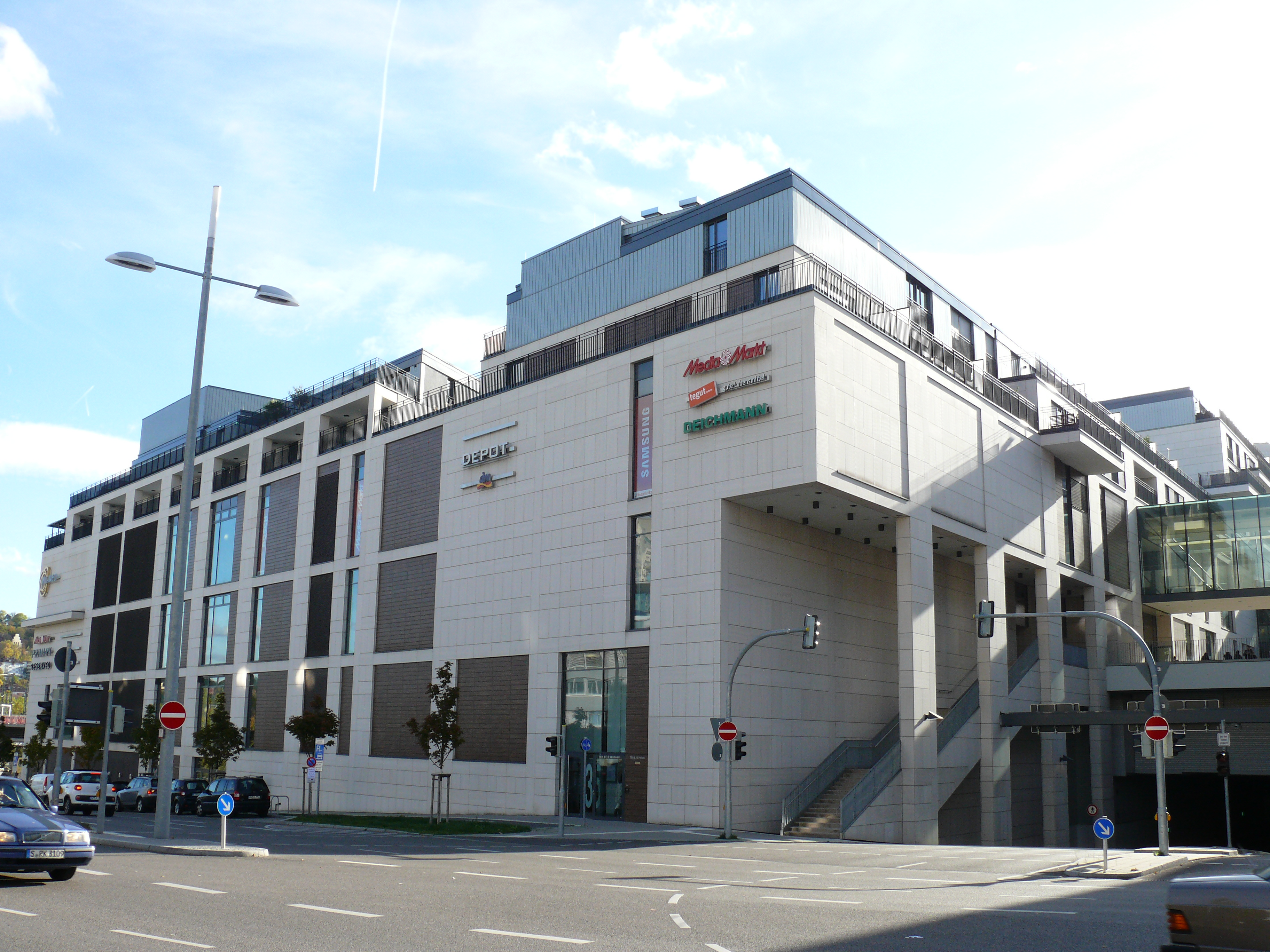
Südlicher Gebäudeteil an der Wolframstraße
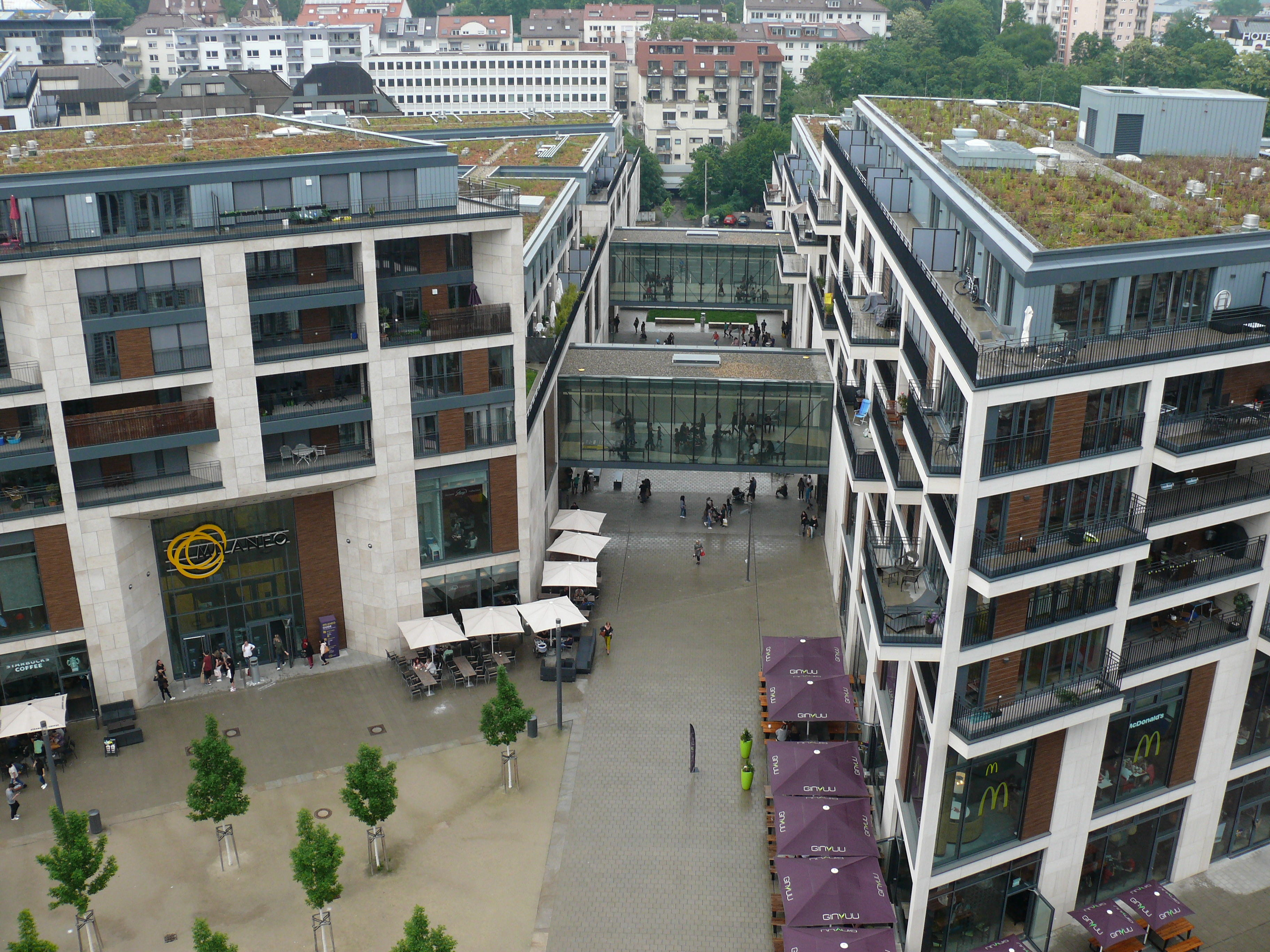
Fußgängerbrücken zwischen den Gebäudeteilen
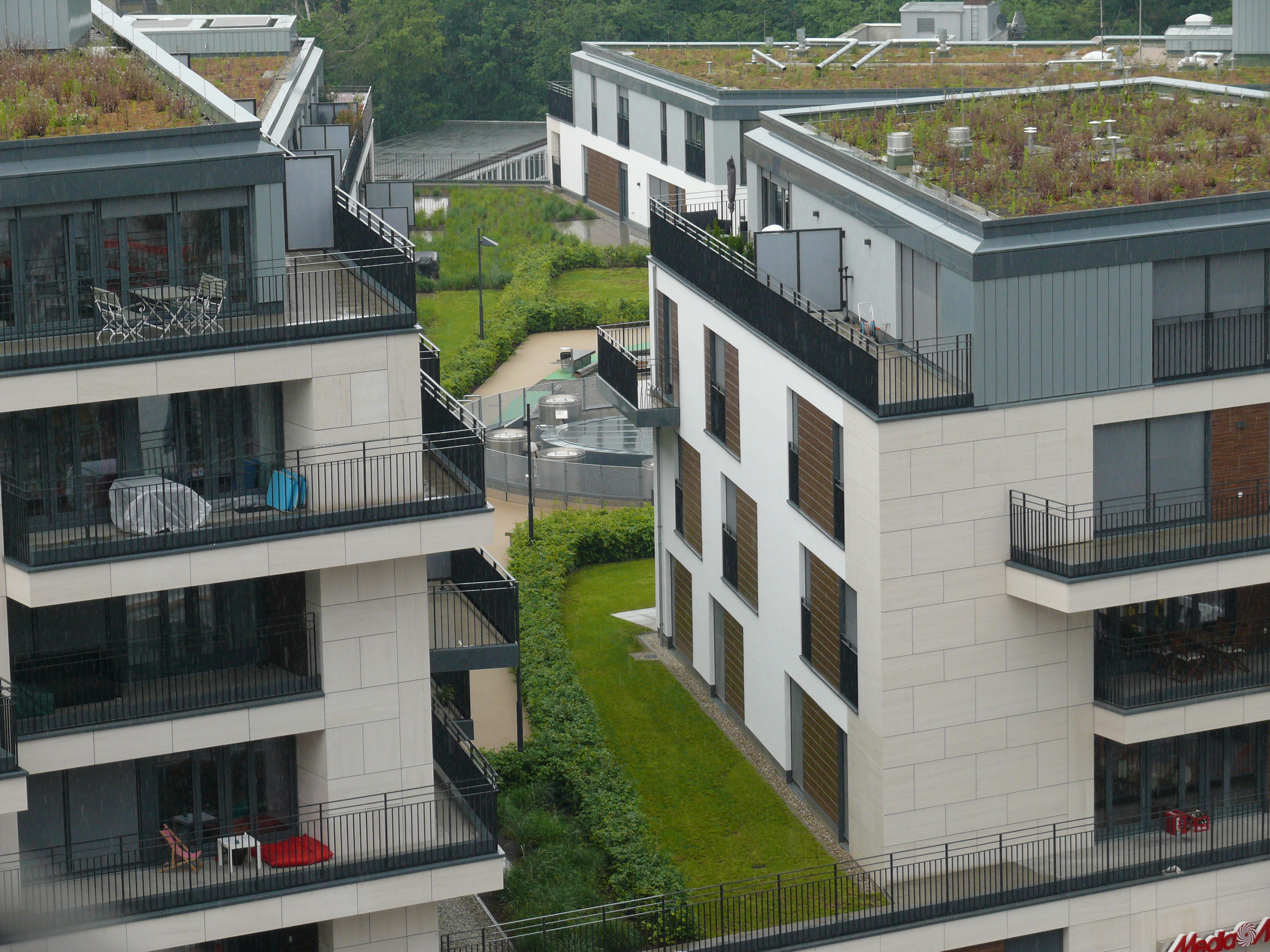
Dachbegrünung
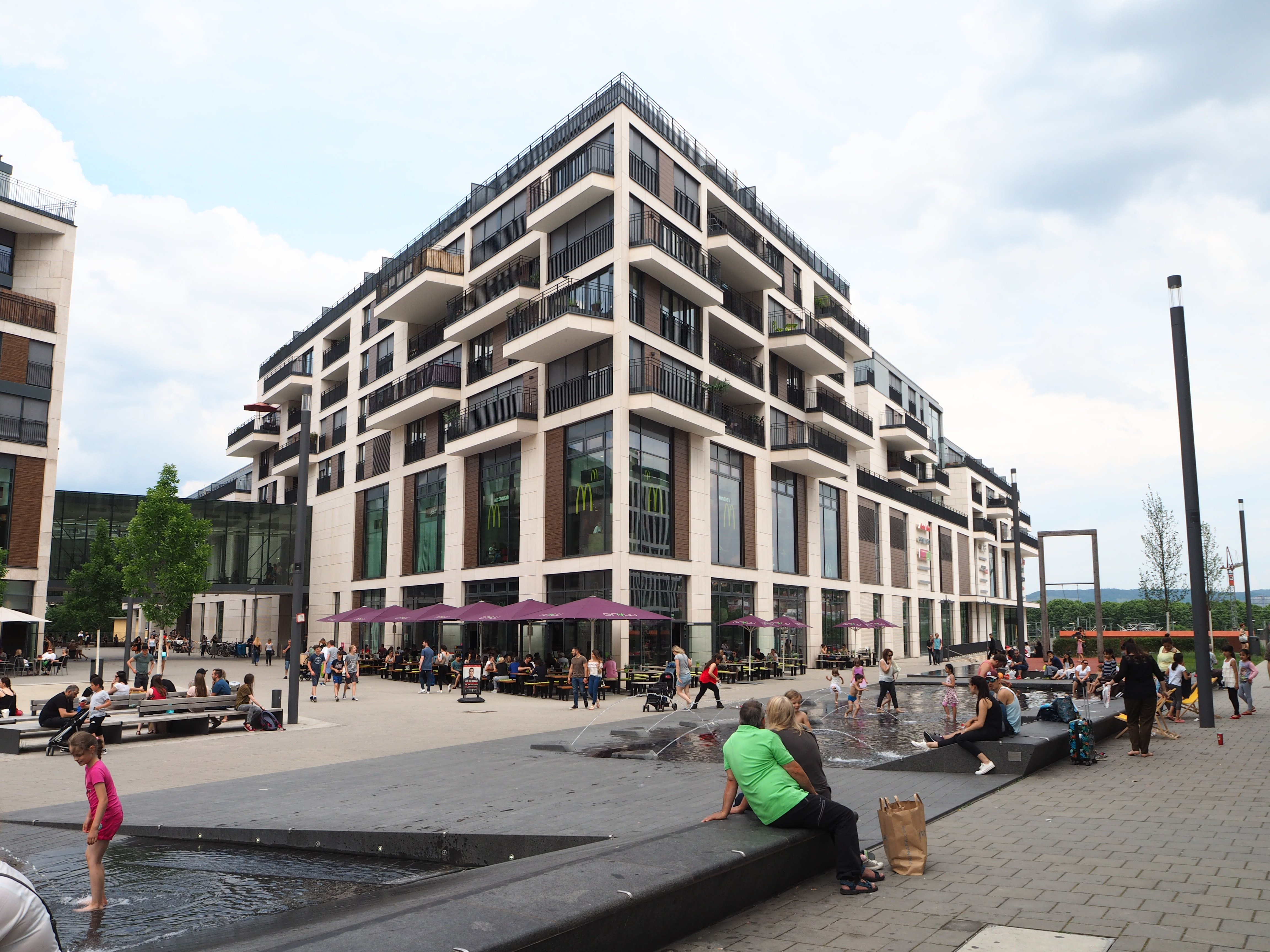
Wasserspiele am Mailänder Platz
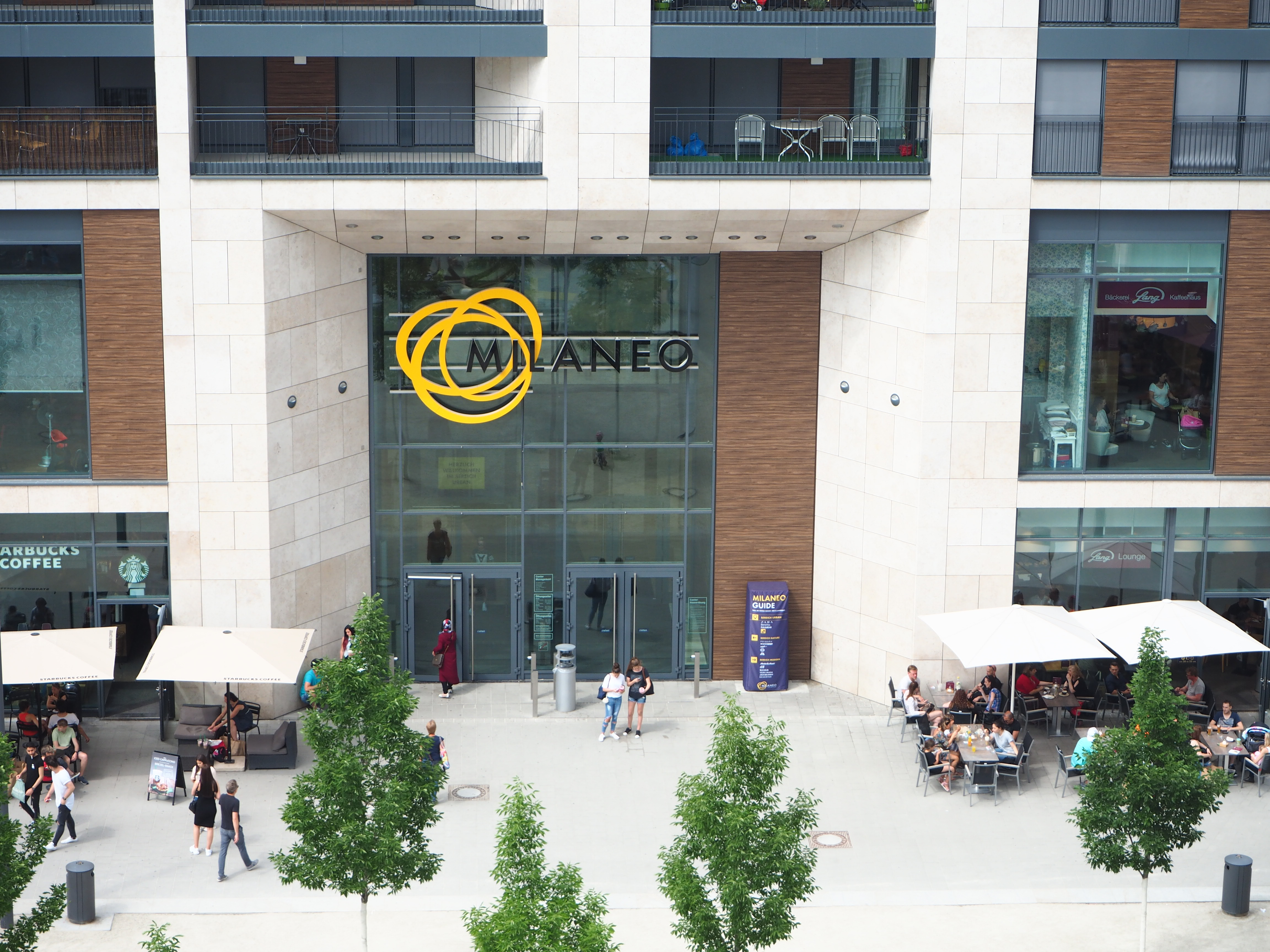
„Haupteingang“ am Mailänder Platz

## Wirtschaftliche Entwicklung

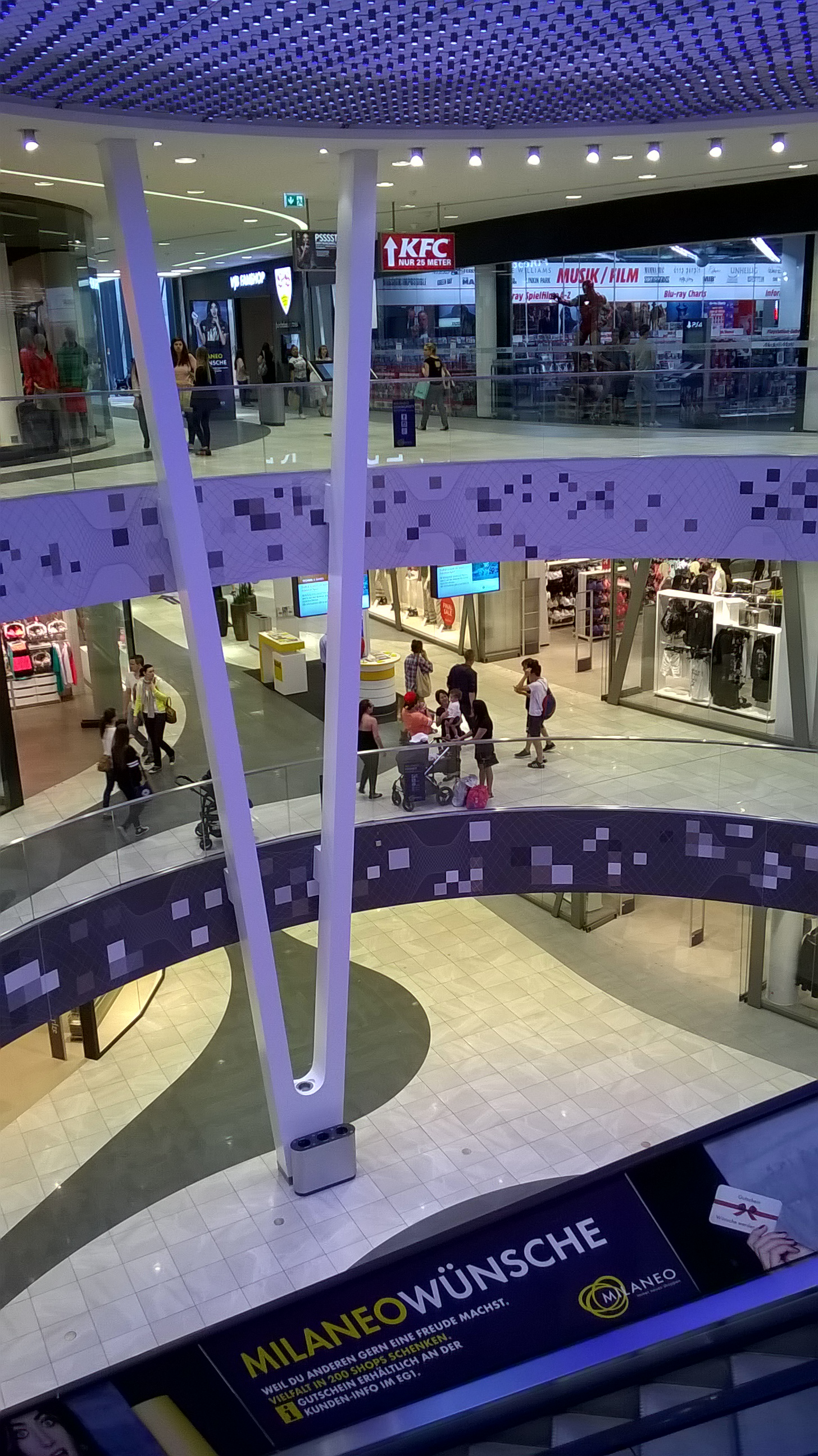
Innenhof

Ende 2012 waren laut Darstellung der Hamburg Trust 45 % der Ladenflächen vermietet. Nach einem Medienbericht sollte Apple zu den Mietern zählen, sowie die Textilmarken Tommy Hilfiger, H&M, Hollister, Peek & Cloppenburg, Gerry Weber, Mango, Esprit, Lacoste und Zara, außerdem werde eine Reihe von Unternehmen der Douglas Holding in das Einkaufszentrum einziehen. Im April 2014 wurde bekannt, dass Apple nicht zu den Mietern gehört und stattdessen weiter einen Standort in der Stuttgarter Innenstadt suchte. Hauptmieter war stattdessen die umstrittene irische Modekette Primark. Modegeschäfte machten 2015 einen Anteil vom 60 Prozent des Einkaufszentrums aus.
Im Eröffnungsquartal besuchten täglich etwa 40.000 Menschen das Einkaufszentrum. Von rund 7000 Quadratmetern Büroflächen oberhalb des Einkaufszentrums waren im Mai 2015 laut einem Pressebericht 500 Quadratmeter vermietet. Im August 2015 sei ein Viertel der für durchschnittlich 18,20 Euro je Quadratmeter vermieteten Gewerbeflächen vermietet gewesen.
Laut Angaben des Managements lagen die Umsätze der Mieter im Bereich der Erwartungen. Im Herbst 2015 zählte man 28.000 bis 30.000 Besucher pro Tag, in Spitzenzeiten bis zu 100.000. Bis November 2015 wurden etwa 10 Millionen Besucher gezählt. Etwa ein Drittel der Kunden waren Stuttgarter, davon kamen 60 Prozent mit der Bahn. 60 Prozent der Kunden waren zwischen 20 und 39 Jahre alt. Das Durchschnittsalter beträgt 34 Jahre. Laut Medienberichten soll die dortige weltweit eine der profitabelsten Primark-Filialen sein. Demgegenüber waren die Besucherzahlen in der traditionellen Einkaufsmeile Königstraße rückläufig. Rangierte sie davor unter den Top-Einkaufsstraßen Deutschlands auf Rang 5, so war sie Anfang 2015 nach einer Studie von BNP Paribas nach gemessenen Besucherzahlen auf Platz 22 abgefallen. Das konkurrierende, kleinere Gerber am südlichen Ende der Stuttgarter Innenstadt konnte sich gegenüber dem Milaneo nicht behaupten und kämpfte um ein Erfolgskonzept.
Der durchschnittliche Jahresumsatz je Quadratmeter Verkaufsfläche wurde 2015 mit 4500 Euro angegeben, der Gesamtjahresumsatz mit etwa 193,5 Millionen Euro.